# دريوب باهت
دربوب باهت (الاسم العلمي Dryops luridus)، حشرة مائية قانصة من فصيلة الدريوبيات ورتبة غمديات الأجنحة. تألف المناقع ومجاري الماء. خنافسها ويرقاتها تعيش في الماء قوتها الحشرات الدنيا والأوليات.